# St. Martin (Egling)

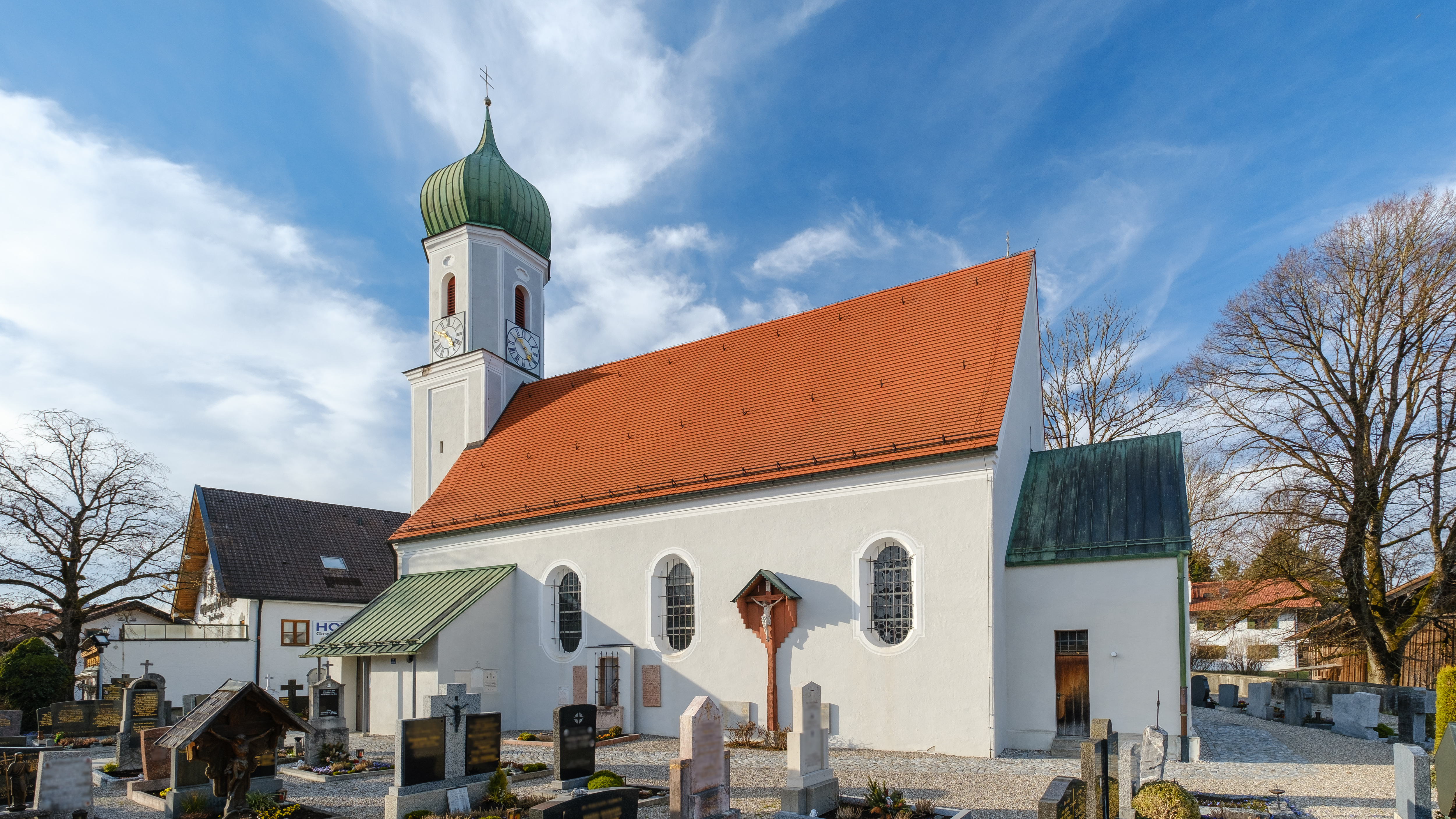
St. Martin, Außenansicht

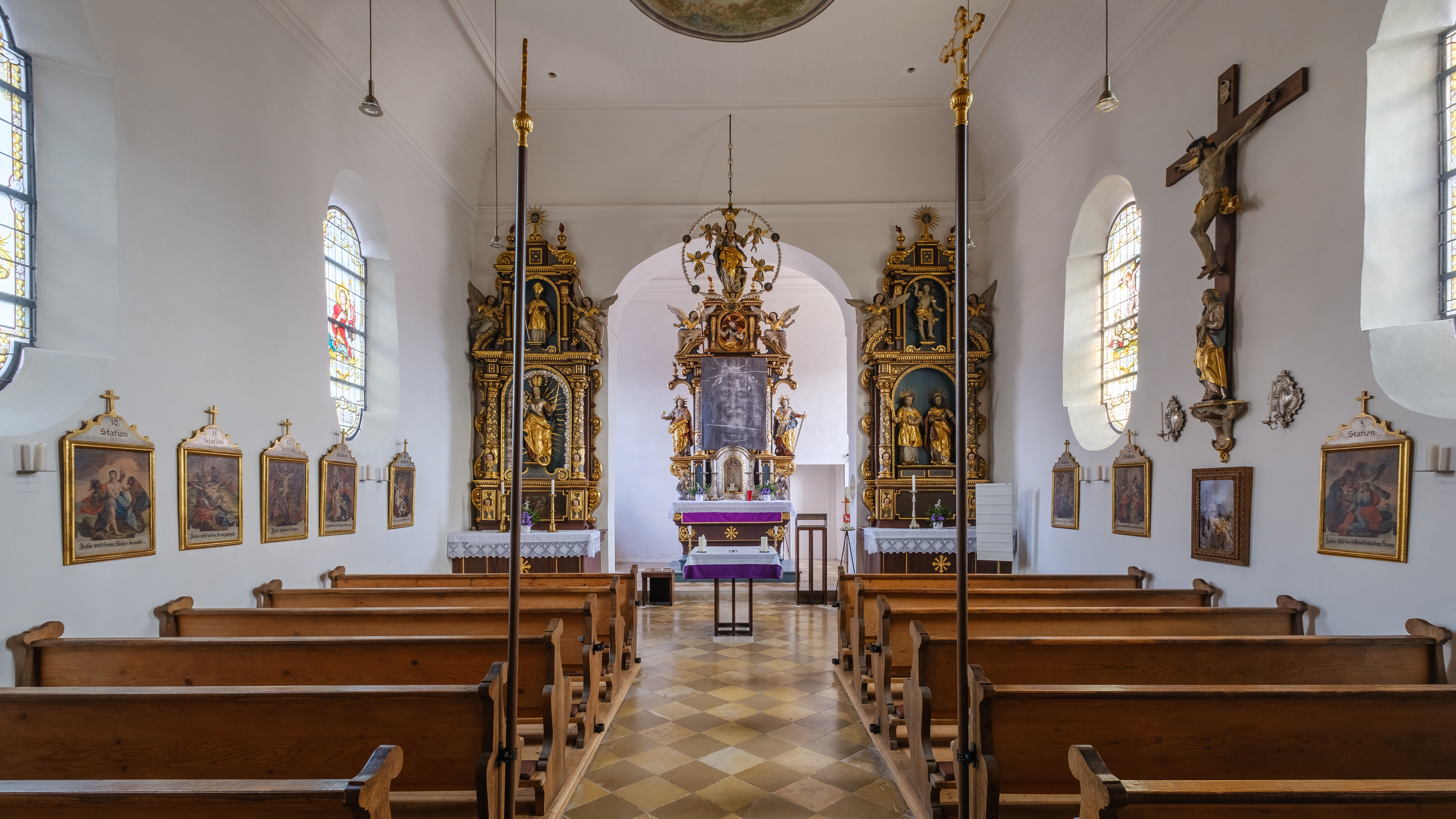
St. Martin, Innenansicht

Die katholische Pfarrkirche St. Martin in Egling, einer oberbayerischen Gemeinde im Landkreis Bad Tölz-Wolfratshausen, ist im Kern ein spätgotischer Bau. Die Kirche an der Hauptstraße 13 ist ein geschütztes Baudenkmal.
Der Saalbau mit eingezogenem Rechteckchor und westlichem Zwiebelturm wurde um 1650/60 barockisiert.

## Ausstattung
Die drei Altäre wurden in der zweiten Hälfte des 17. Jahrhunderts geschaffen. Im Hochaltar wird die Sitzfigur des heiligen Martin vom Evangelisten Johannes und der heiligen Katharina flankiert.